# McCaig's Tower
La McCaig's Tower si trova ad Oban, cittadina della contea di Argyll nella regione delle Highlands sulla costa centro-occidentale della Scozia, Regno Unito. Si tratta di un capriccio architettonico e la sua costruzione risale alla fine del XIX secolo.

## Storia

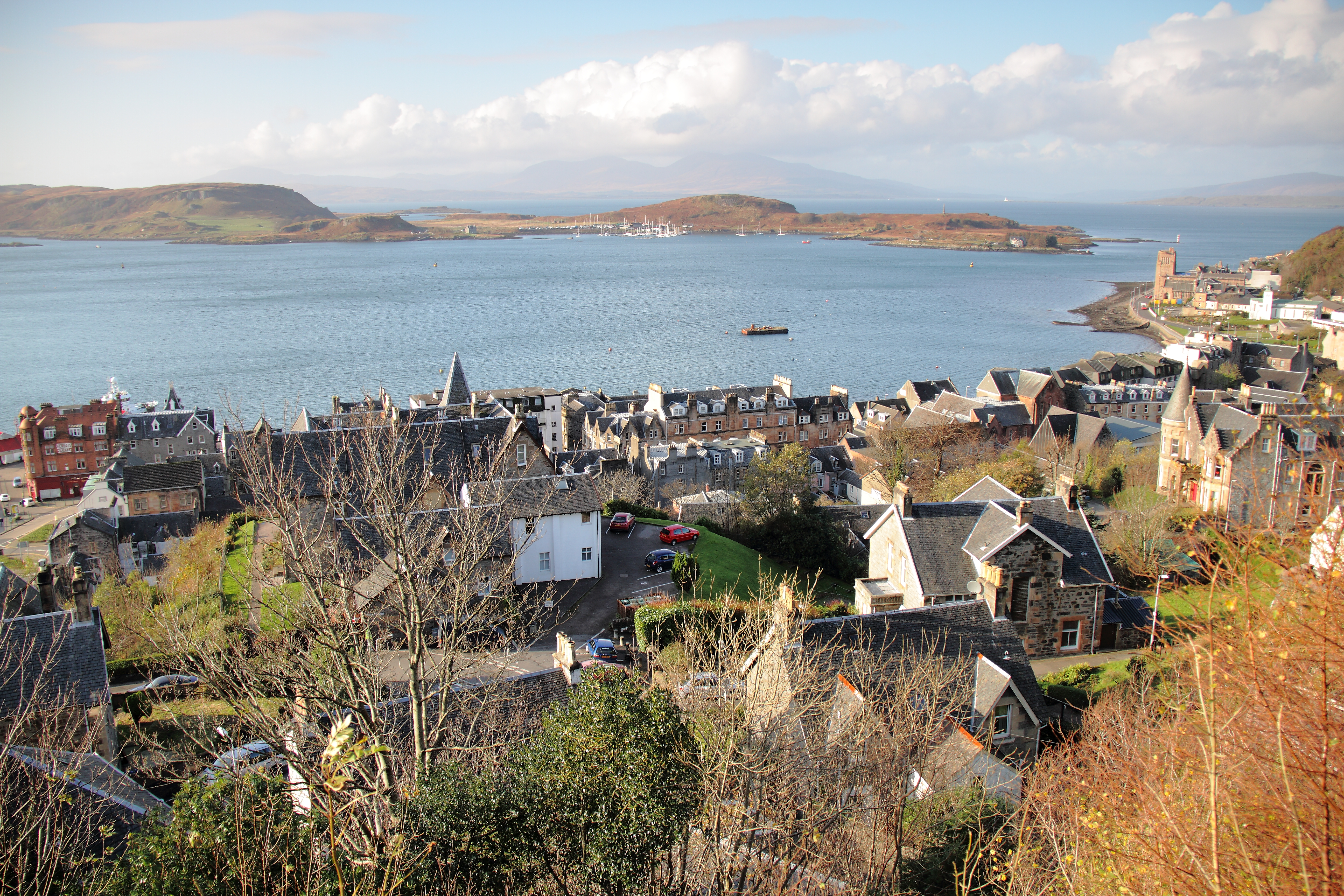
Vista della baia di Oban Bay dalla torre

La torre venne ideata dal ricco banchiere e filantropo John Stuart McCaig che ne fece iniziare la costruzione nel il 1895 con l'intenzione di edificare un monumento per la sua famiglia e al contempo di dare lavoro ai muratori locali durante i mesi invernali. Poiché McCaig era un ammiratore dell'architettura romana e greca pensò ad un progetto complesso che, partendo dal modello del Colosseo di Roma, includesse un museo e una galleria d'arte. 
Quando morì, nel 1902, questo provocò l'interruzione dei lavori e la costruzione si fermò ai soli muri esterni rendendola di fatto un capriccio architettonico.

## Descrizione

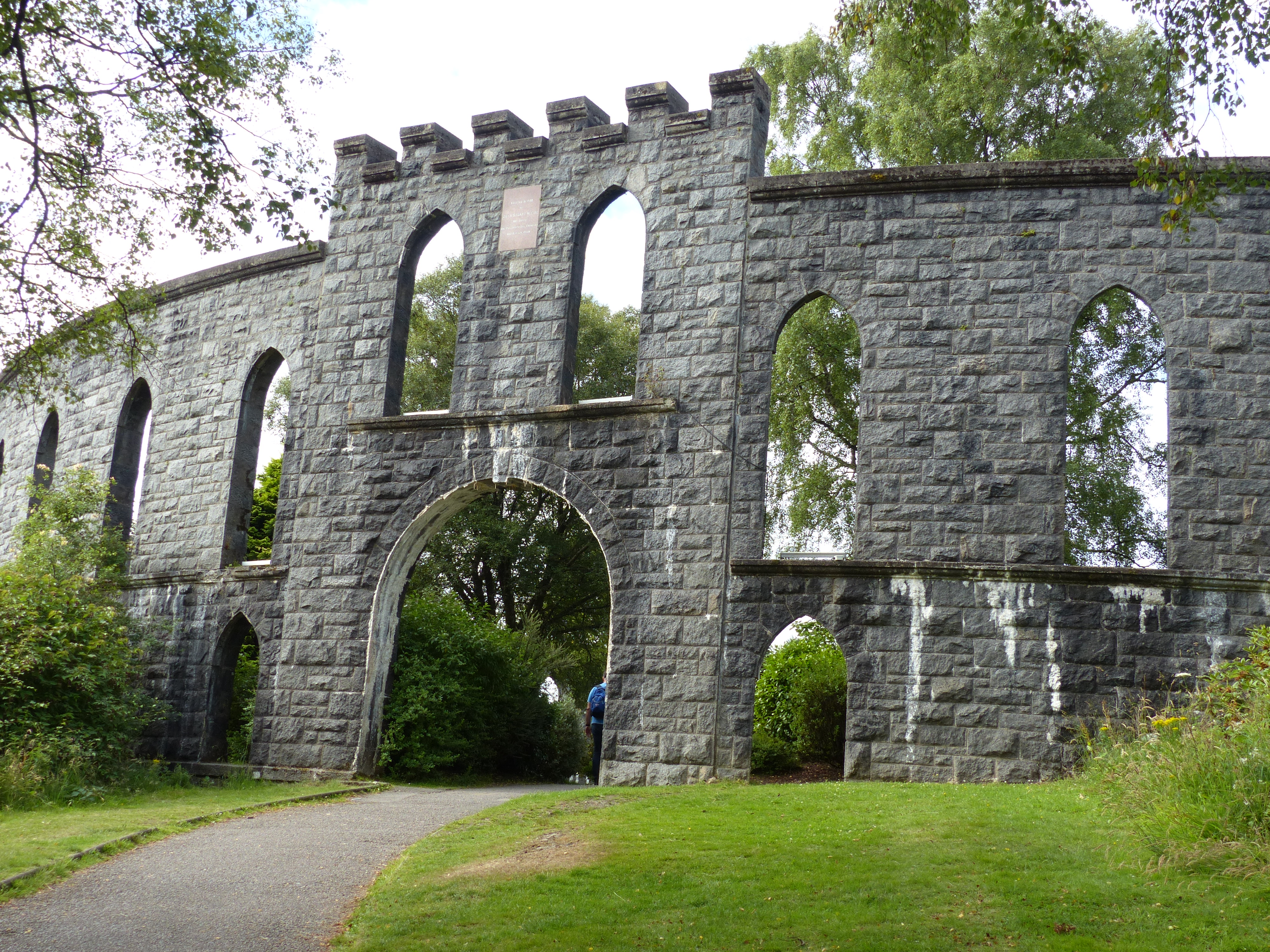
Particolare della cinta muraria

La McCaig's Tower si trova ad Oban, cittadina della contea di Argyll nella regione delle Highlands sulla costa centro-occidentale della Scozia, Regno Unito. Il sito si affaccia sul Firth of Lorne dell'Oceano Atlantico e dal monumento si gode di una vista notevole.
Si tratta di un edificio decorativo costruito in granito rimasto incompiuto di grandi dimensioni modellato sul Colosseo di Roma e con una circonferenza di circa 200 metri. Questa grande struttura vuota che si alza per due piani domina la cittadina e costituisce un giardino pubblico con vista sulle isole di Kerrera, Lismore e Mull. Ai piedi del monumento sono installati un tavolo di orientamento e panche.

### Monumento classificato come edificio storico
Il Town and Country Planning ha indicato la McCaig's Tower come monumento classificato di categoria B.